# Prototrochus
Prototrochus is een geslacht van zeekomkommers uit de familie Myriotrochidae.

## Soorten
- Prototrochus angulatus (Belyaev & Mironov, 1977)
- Prototrochus australis (Belyaev & Mironov, 1981)
- Prototrochus barnesi O'Loughlin & VandenSpiegel, 2010
- Prototrochus belyaevi Smirnov, 1997
- Prototrochus bipartitodentatus (Belyaev & Mironov, 1978)
- Prototrochus bruuni (Hansen, 1956)
- Prototrochus burni O'Loughlin, 2007
- Prototrochus geminiradiatus (Salvini-Plawen, 1972)
- Prototrochus kurilensis (Belyaev, 1970)
- Prototrochus linseae O'Loughlin & VandenSpiegel, 2010
- Prototrochus mediterraneus Belyaev & Mironov, 1982
- Prototrochus meridionalis (Salvini-Plawen, 1977)
- Prototrochus minutus (Östergren, 1905)
- Prototrochus robbinsae O'Loughlin & MacIntosh, 2015
- Prototrochus roniae O'Loughlin & MacIntosh, 2015
- Prototrochus staplesi O'Loughlin, 2007
- Prototrochus taniae O'Loughlin, 2007
- Prototrochus wolffi (Belyaev & Mironov, 1977)
- Prototrochus zenkevitchi (Belyaev, 1970)